# Municipio de Jefferson (condado de Moody)
El municipio de Jefferson (en inglés: Jefferson Township) es un municipio ubicado en el condado de Moody en el estado estadounidense de Dakota del Sur. En el año 2010 tenía una población de 160 habitantes y una densidad poblacional de 1,72 personas por km².

## Geografía
El municipio de Jefferson se encuentra ubicado en las coordenadas 44°3′56″N 96°49′9″O / 44.06556, -96.81917. Según la Oficina del Censo de los Estados Unidos, el municipio tiene una superficie total de 92.9 km², de la cual 92,85 km² corresponden a tierra firme y (0,06 %) 0,05 km² es agua.

## Demografía
Según el censo de 2010, había 160 personas residiendo en el municipio de Jefferson. La densidad de población era de 1,72 hab./km². De los 160 habitantes, el municipio de Jefferson estaba compuesto por el 95 % blancos, el 3,75 % eran afroamericanos, el 0,63 % eran amerindios y el 0,63 % eran de una mezcla de razas. Del total de la población el 1,25 % eran hispanos o latinos de cualquier raza.